# Apotolamprus pseudomanomboensis
Apotolamprus pseudomanomboensis là một loài bọ cánh cứng trong họ Bọ hung (Scarabaeidae).